# 抄真斡儿帖该
抄真·斡儿帖该，海都汗的第三个儿子，成吉思汗的五世叔祖。
抄真·斡儿帖该是拜姓忽兒（合不勒祖父、成吉思汗五世祖）、察剌孩领忽（俺巴孩祖父）的弟弟。《蒙古秘史》中记载他的后裔形成了斡罗纳儿氏、晃豁坛氏、阿鲁剌惕氏、雪你惕氏、合卜秃儿合思氏、格泥格思氏六个氏族。《史集》中记载他的后裔形成了赫儿帖干、昔只兀惕两个部落。

## 后裔
- 斡罗纳儿氏：启昔礼、哈剌哈孙
- 晃豁坛氏：蒙力克
- 阿鲁剌惕氏：博爾朮
- 雪你惕氏：亦鲁该、阿勒赤歹
- 合卜秃儿合思氏：綽兒馬罕（一说也是雪你惕氏）
- 格泥格思氏：忽难